# Filament (Kosmos)

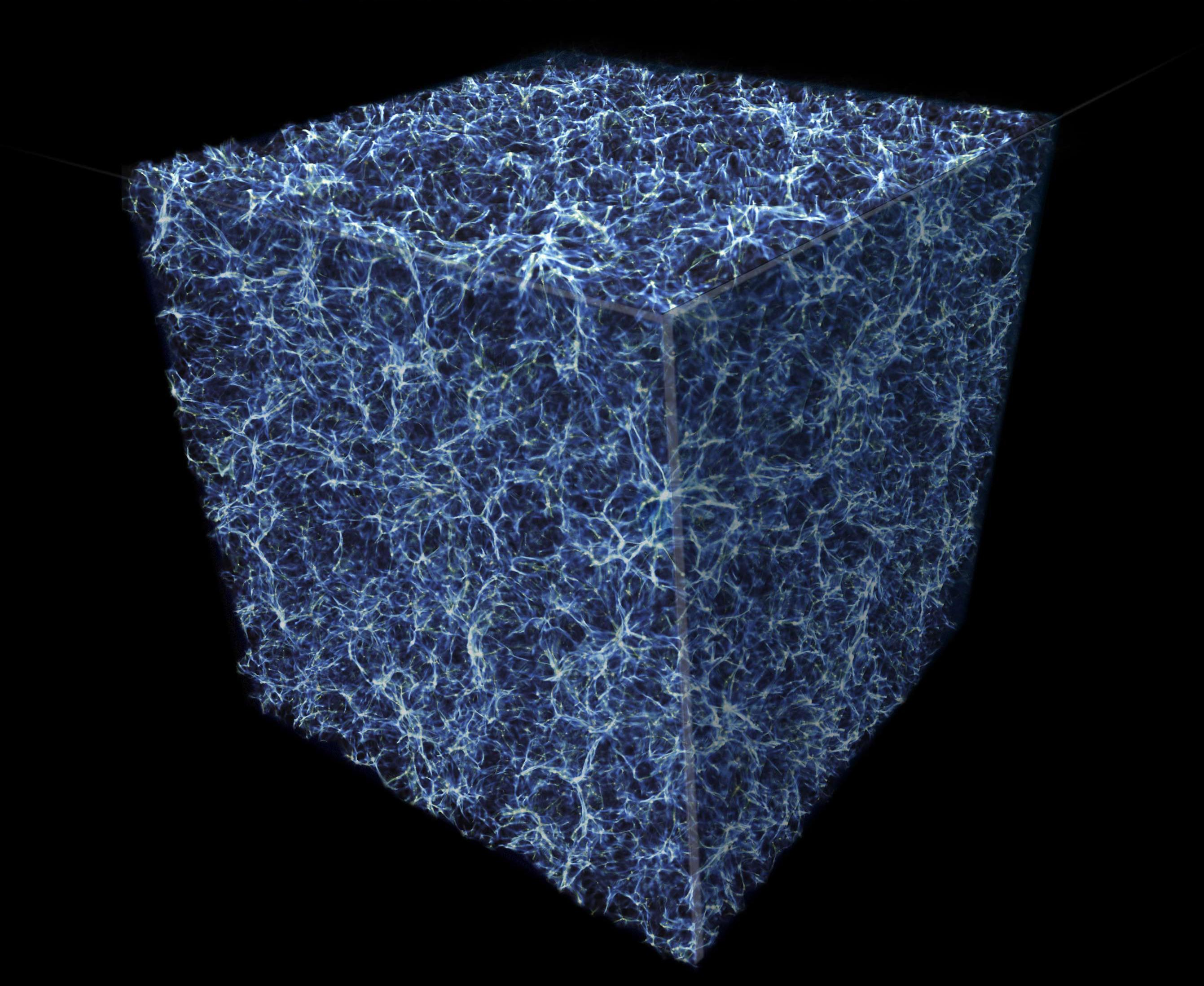
Struktur des Universums

Als Filamente (von lateinisch filum „Faden“) werden in der Kosmologie fadenförmige Verbindungen aus sichtbarer und dunkler Materie zwischen größeren Galaxienhaufen und Superhaufen mit einer noch höheren lokalen Galaxiendichte bezeichnet. Das Universum ähnelt demnach auf den größten bekannten Skalen einer Art Wabenstruktur oder kosmischem Netz. Dieses Netz wird gebildet aus den Filamenten als den größten bekannten Strukturen des Kosmos überhaupt. Die Bereiche, die das Netz umrankt, nennt man Voids (englisch für „Leerräume“). Die Voids enthalten im Verhältnis zu ihrem Volumen nur sehr wenige Galaxien.

## Vorkommen

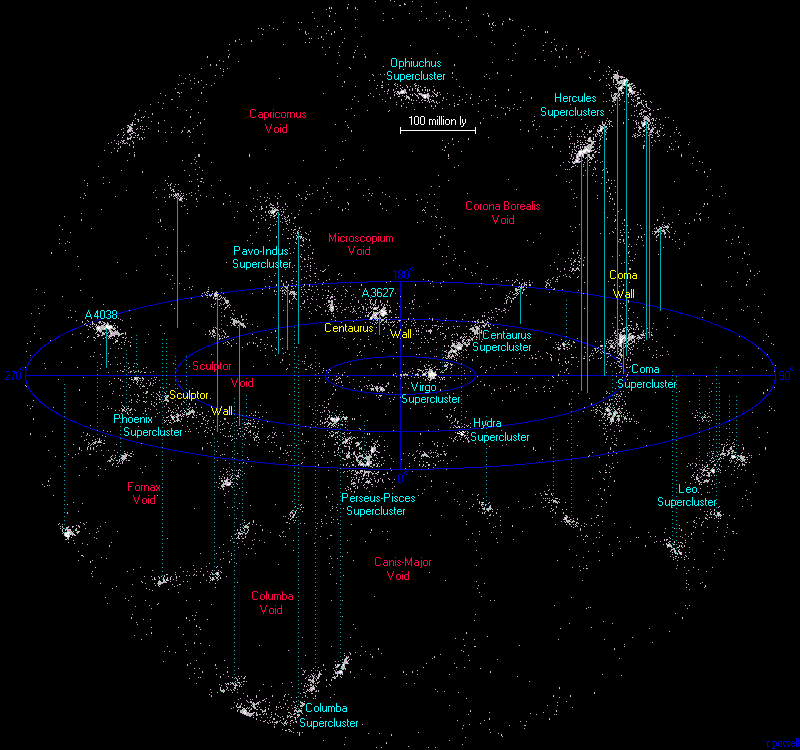
Die nähere Umgebung des – die Milchstraße beherbergenden – Virgo-Superhaufens; man sieht etliche Voids zwischen Filamenten und Superhaufen

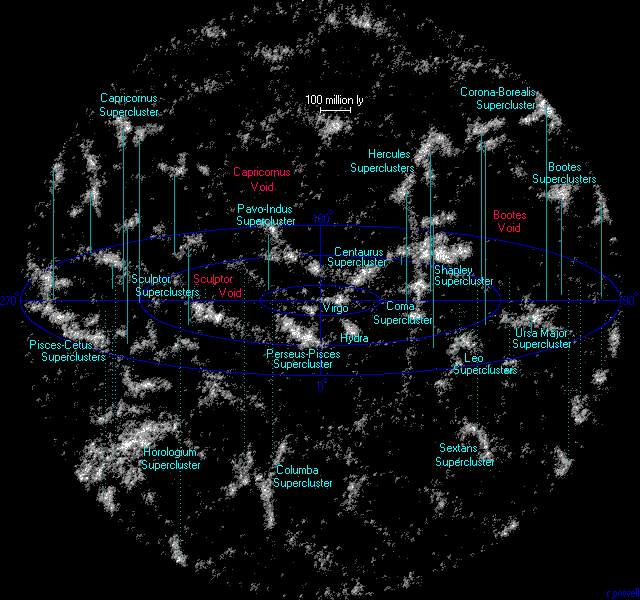
Das Universum in einer Ausbreitung von einer Milliarde Lichtjahren (307 Mpc) um die Erde herum mit lokalen Superhaufen und Voids

Jede Theorie zum Ursprung dieser Strukturen auf allergrößten Skalen muss die Entstehung und die Anordnung dieser Voids erklären, die mit Ausdehnungen von ungefähr 100 Mpc (Megaparsec) – das entspricht 326 Millionen Lichtjahren – auftreten.
Wenn man die typische Eigengeschwindigkeit einer Galaxie bei etwa 600 km/s (= 0,002 c) ansetzt, würde es 163 Milliarden Jahre dauern, bis eine Galaxie einen solchen Hohlraum komplett durchquert hätte, was dem Zwölffachen des Alters des Universums von 13,8 Milliarden Jahren entspräche. Folglich ist es extrem unwahrscheinlich, dass die Voids durch auswärts gerichtete Eigenbewegungen der Galaxien entstanden sind. Vielmehr müssen sich die Galaxien relativ zu den Voids ungefähr da gebildet haben, wo sie derzeit sind, und die Voids reflektieren die Verteilung der Galaxien zum Zeitpunkt ihrer Entstehung.
Da baryonische (mit Strahlung wechselwirkende „normale“) Materie im frühen Universum viel zu homogen war, um gravitativ solche Strukturen zu bilden, dürfte die derzeit völlig exotisch erscheinende dunkle Materie, die nur durch ihre gravitative Wirkung auf die Galaxienbewegungen erkenntlich ist, strukturbildend gewirkt haben.
Die Milchstraßengalaxie, die etwa 2,5 Millionen Lichtjahre entfernte Andromedagalaxie, die anderen Mitglieder der Lokalen Gruppe und nahegelegene Galaxiengruppen bilden mit dem Zentrum des Virgo-Galaxienhaufens in 65 Millionen Lichtjahren, dem Zentrum des Coma-Haufens (Abell 1656) und des Leo-Galaxienhaufens (Abell 1367) in etwa 300–450 Millionen Lichtjahren Distanz ein riesiges Filament. 
Diese spinnwebartige Struktur bewegt sich zur Norma, südlich des Skorpions, in Richtung des Großen Attraktors und des dahinter gelegenen Shapley-Superhaufens.
Den bisher einzigen direkt sichtbaren Hinweis für Filamente lieferte eine Gaswolke um den Quasar UM287, die mindestens 2 Millionen Lichtjahre groß ist.
Veröffentlichungen aus dem Jahr 2021 legen nahe, dass die Filamente rotieren.
Die bisher direkt beobachteten Voids haben meist einen Durchmesser im Bereich von 100 Millionen Lichtjahren. Der bislang größte Void, der 2007 entdeckt wurde, ist der Eridanus Supervoid. Er hat mit einem Durchmesser von etwa einer Milliarde Lichtjahren etwa das tausendfache Volumen der üblichen Voids.

## Abstoßende Wirkung von Voids
In einem Weltall mit homogen verteilter Masse würden sich die Gravitationskräfte auf einen Ort gegenseitig aufheben und keine resultierende Beschleunigungskomponente auf ihn ergeben. Im realen Universum gibt es jedoch Regionen mit über- und unterdurchschnittlicher Materiekonzentration, nämlich Galaxienhaufen und Voids. Während von Galaxienhaufen eine anziehende Kraft in Richtung dieser Materie ausgeht, sorgen Bereiche mit zum Durchschnitt fehlender Masse für mangelnde Anziehung in Richtung des Voids und damit für eine resultierende Kraftwirkung in die Gegenrichtung.
Für die Erklärung des Geschwindigkeitsvektors unserer lokalen Galaxiengruppe ist demnach neben der Anziehung durch den Großen Attraktor bzw. des Shapley-Superhaufens auch die (scheinbar) abstoßende Wirkung eines Voids in der ungefähren Gegenrichtung zu berücksichtigen. Nach neueren Berechnungen ist der Einfluss dieser Abstoßung sogar größer als die Anziehungseffekte der Galaxienhaufen, da dieser Bewegungsvektor exakt vom Void weg, aber nur ungefähr in Richtung der Massekonzentrationen zeigt.